# 水野軍記
水野 軍記（みずの ぐんき、不明 - 1825年2月9日（文政7年12月22日））は江戸時代後期のキリシタン・陰陽師。京都や大坂で邪教を流布し処刑された豊田貢の師。

## 概要
水野の出身についての説明は、彼の関係者によって異なっている。彼の関係者は、ある人物は肥前国島原や豊前国長洲、ある人物は江戸、ある人物は下野国宇都宮生まれで江戸・大坂に上ったと証言している。幸田成友は「西国生であることは疑なく、壮年の砌江戸に居つたことは少弐及中村屋新太郎の吟味書で明白であるし、又高見屋平蔵を彼に紹介した大坂尾張坂町亡松屋次兵衛が軍記とは主従同然の間柄であると自称したといへば、大坂にも深い縁故があつたらしい」と結論づけている。水野が宗教者として活動する中で最初に懇ろになった人物は槌屋少弐であるとされる。彼は豊後国高田芝崎村の出身であり、水野が豊前国長洲出身であるのを聞き親交を深めたという。槌屋はとある宮家に仕えており、後に水野の推薦によって2人して祐筆として二条家に仕えた。水野はわがままで槌屋の忠告も受け入れなかったため二条家からクビにされてしまったものの、なんらかのツテによって寛政11〜12年ごろ（1799年〜1800年）に閑院宮家に住み込みで仕えることになった。また、文化2年（1805年）ごろからは、五条醒井の富田屋利右衛門の借家にて、藤井右門に仕えた伊良子桂蔵に「天帝如来」の画像を示し、キリスト教を説いたという。文化7年（1810年）ごろには天帝如来の教法秘儀を豊田貢に、文化13年（1816年）には天帝如来の画像を貢に同伴したきぬに、それぞれ馴染みの茶屋である糸屋わさ宅の一室で伝授した。しかし、文化14年（1817年）12月に、水野は閑院宮家でもクビになり、宮家から逃亡し、寺田屋熊蔵方に一泊した後に駕籠で伏見まで逃げたが、そこで逮捕され、家財は悉く没収された。そこで軍記は旧来親しかった不明門通五条上ル町の釜屋久兵衛の家に住みつき、利右衛門・久兵衛・新太郎という知り合いと相談の上、新太郎の借家に無賃で住むこととなった。軍記に預けられた糸屋わさの養女・ときや久兵衛の娘・もとによると、軍記には容易に他人を入れない部屋があったが、利右衛門・久兵衛・新太郎が訪問した時は必ずこの一室で談話をしたという。文化14年（1817年）7月ごろには水野は大坂に下り、松屋次兵衛や高見屋平蔵の家に宿泊し、逗留し、平蔵と師弟の盟約を結び、9月に一旦帰京した後に、文政3年（1820年）4月の中ごろに妻・そへと子・蒔次郎（水野家の下女である紅葉屋甚兵衛の妹ともとの間に生まれた。ともは蒔次郎出生後実家に帰りすぐに病没したという）を伴い大坂へ至った。水野は大坂経由で長崎へ旅行するつもりであり、平蔵に妻子依頼して出発した。そへと蒔次郎はやがて世話になるのを気の毒がり、法貴政助を頼りに上京し、鹿子職を生業として過ごしていたところ、水野は文政5年（1822年）の夏に長崎から帰還し、木屋町松原下ル町に家を借りて過ごしたという。そへは文政6年（1823年）、水野は同7年（1824年）12月22日に病没した。水野は遺言として、「死後は火葬し、遺骸は捨ててほしい」と遺していたので、槌屋や法貴らはそれに従い、水野と所縁のあった五条醒井魚之店下ル町の一向宗雲晴寺に葬られた。蒔次郎は実母の縁にて紅葉屋へ引き取られた。
弟子の豊田貢が文政12年（1829年）12月5日に処刑された後は、水野の墓地は破壊され遺骸を晒されたという。